# 三浦璃來
三浦璃來（日语：／ Miura Riku，2001年12月17日—），日本花式溜冰運動員，她與木原龍一搭檔獲得2022年世錦賽銀牌，代表日本隊參加了中國舉行的2022年冬季奧林匹克運動會，並且在團體比賽上獲得銀牌。